# 千代田西バスストップ

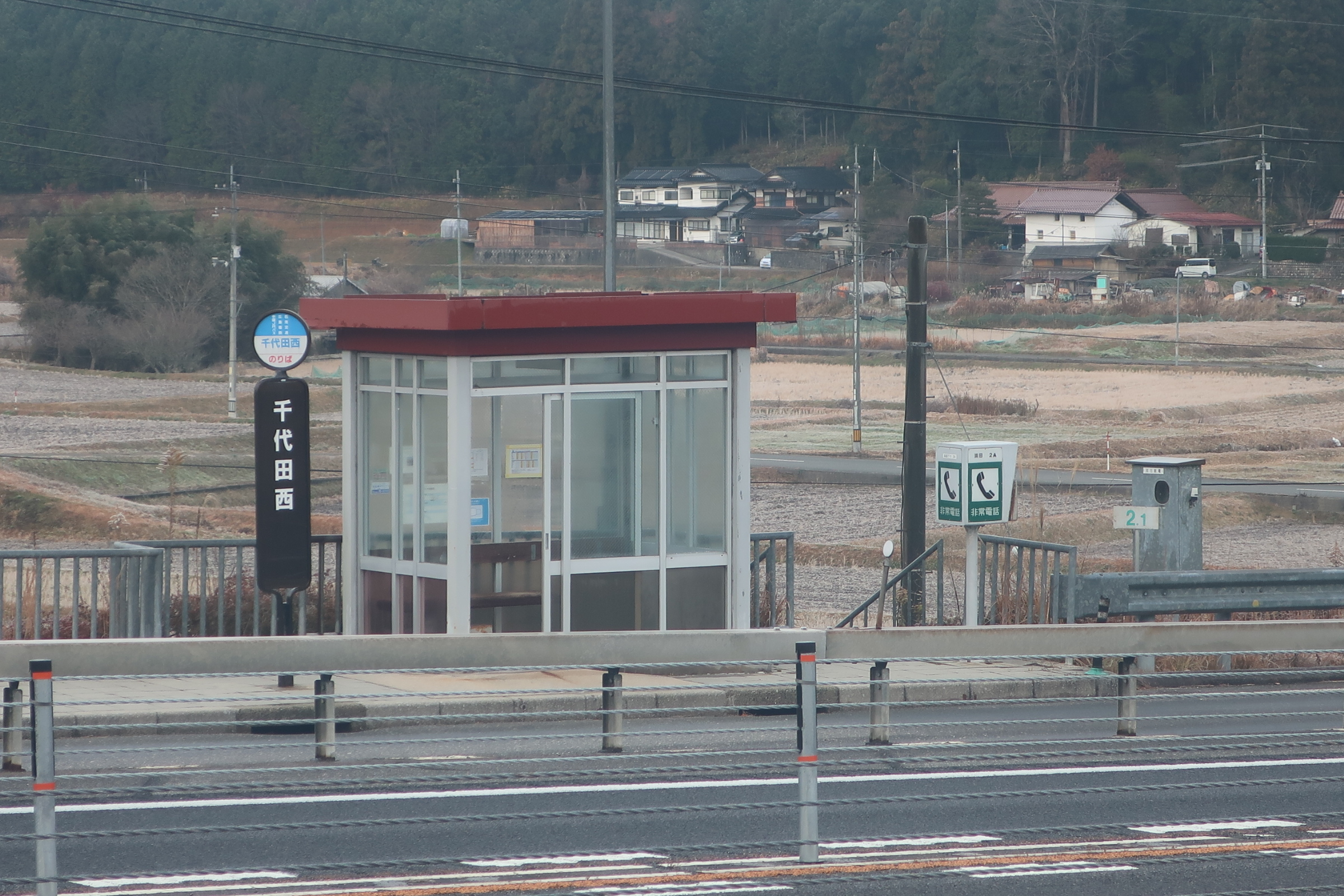
上り線側の待合所（2020年12月）

千代田西バスストップ（ちよだにしバスストップ）は、広島県山県郡北広島町後有田の浜田自動車道上にあるバス停留所。

## 停車する路線
| のりば | 愛称       | 運行会社             | 行先                           | 備考 |
| ------ | ---------- | -------------------- | ------------------------------ | ---- |
| 上り線 | いさりび号 | 中国JRバス・石見交通 | 大塚駅・広島BC・広島駅新幹線口 |      |
| 下り線 | いさりび号 | 中国JRバス・石見交通 | 大朝IC・浜田駅                 |      |

## 隣
E74 浜田自動車道
(25)千代田JCT - (BS)千代田西BS - (1)大朝IC/BS